# Чолак, Ибрагим
Ибрагим Чолак (тур. İbrahim Çolak; род. 7 января 1995 года, Конак, Турция) — турецкий гимнаст, чемпион мира 2019 года, чемпион Европы 2020 года, призёр чемпионатов Европы, Всемирной Универсиады и Европейских игр.

## Биография
Ибрагим Чолак родился 7 января 1995 года в турецком городе Конак. Он начал заниматься гимнастикой в 5 лет. Ибрагим специализируется в упражнениях на кольцах, но также выступает на брусьях. Его именем назван элемент, исполняемый на кольцах («Чолак» — подъём силой с прямыми руками в крест с высоким углом, группа сложности «E»).
Первых успехов турецкий гимнаст достиг на домашних Средиземноморских играх 2013 года, на которых он выиграл серебряную медаль. В том же сезоне он дебютировал на чемпионатах мира, где его лучшим результатом стало 15-е место в квалификации в упражнениях на кольцах. Через год на мировом первенстве Ибрагиму вновь не удалось попасть в финал на своём профильном снаряде, став десятым в квалификации.
В 2015 году турок выиграл вторую медаль на крупных международных соревнованиях. На I Европейских играх он стал бронзовым медалистом. Выступление на чемпионате мира того же года было чуть хуже, чем на главном старте предыдущего сезона (13-е место), и Ибрагим не смог отобраться на Олимпийские игры 2016.
Начало нового олимпийского цикла сложилось для турецкого гимнаста удачно: на Всемирной Универсиаде 2017 года Ибрагим выиграл «серебро», а затем на чемпионате мира впервые попал в финал, где стал пятым. Через год турецкий гимнаст поднялся на вторую ступеньку пьедестала почёта на чемпионате Европы и стал обладателем первой с 2008 года медали для сборной Турции.

## Лучшие результаты

### Чемпионаты мира
- Золото — чемпионат мира 2019 года (Штутгарт, Германия) (кольца)

### Чемпионаты Европы
- Золото — чемпионат Европы 2020 года (Мерсин, Турция) (кольца)
- Серебро — чемпионат Европы 2018 года (Глазго, Великобритания) (кольца)
- Серебро — чемпионат Европы 2020 года (Мерсин, Турция) (команда)

### Европейские игры
- Бронза — Европейские игры 2015 года (Баку, Азербайджан) (кольца)